# OpenProject
OpenProject è un sistema di gestione progettuale (project management) via web per la collaborazione in squadra indipendentemente dal luogo.
Quest'applicazione open source è rilasciata con licenza GPL 3 ed in continuo sviluppo dalla comunità open source.